# Fear of the Dark
Fear of the Dark (—en español: Miedo a la oscuridad—) es el noveno álbum de estudio de la banda británica de heavy metal Iron Maiden, lanzado el 11 de mayo de 1992.
El disco marcó un importante hito para la banda, ya que sería el último trabajo en estudio que grabarían con Bruce Dickinson. hasta su reunión y grabación del álbum Brave New World en el año 2000. Bruce sería reemplazado en 1994 por un viejo conocido de la banda, Blaze Bayley.
La portada del disco que hasta el álbum anterior No Prayer for the Dying estuvo a cargo de Derek Riggs, esta vez quedaría en manos de otro ilustrador inglés llamado Melvyn Grant.
El álbum llegó a posicionarse como número 1 en las listas británicas, y los llevaría a una gira que incluyó por primera vez a países de Sudamérica como Argentina, Uruguay y Venezuela. El concierto previsto para Chile el 23 de julio de 1992 en Santiago, fue cancelado por presiones políticas y religiosas en aquel país.

## Trasfondo y grabación
Después de que terminara la gira de No Prayer for the Dying en 1991 (que se tituló No Prayer on the Road), la banda se volvió a reunir en la casa del bajista Steve Harris, los Barnyard Studios, en Essex, Inglaterra.
Al llegar, la banda decidió dejar el Rolling Stones Mobile y utilizar el equipo permanente de Steve, además de que empezarían a incluir canciones más trabajadas, incluyendo de que sería la primera vez que Janick Gers, quien se incorporó a la banda en 1990, con canciones como Be Quick or Be Dead, Wasting Love, etc.-
Cabe destacar que la portada del álbum, que hasta No Prayer for the Dying fue diseñada por Derek Riggs, no sería ilustrada por el, sino por otro artista inglés llamado Melvyn Grant, la razón fue de que la calidad de los dibujos de Riggs empezaba a bajar, y la banda decidió que la portada no la haría el.

## Lista de canciones
| N.º   | Título                      | Escritor(es)       | Duración |  |
| 1.    | «Be Quick or Be Dead»       | Gers / Dickinson   | 3:25     |  |
| 2.    | «From Here to Eternity»     | Harris             | 3:38     |  |
| 3.    | «Afraid to Shoot Strangers» | Harris             | 6:56     |  |
| 4.    | «Fear Is the Key»           | Gers / Dickinson   | 5:36     |  |
| 5.    | «Childhood's End»           | Harris             | 4:40     |  |
| 6.    | «Wasting Love»              | Gers / Dickinson   | 5:51     |  |
| 7.    | «The Fugitive»              | Harris             | 4:54     |  |
| 8.    | «Chains of Misery»          | Murray / Dickinson | 3:38     |  |
| 9.    | «The Apparition»            | Gers / Harris      | 3:54     |  |
| 10.   | «Judas Be My Guide»         | Murray / Dickinson | 3:09     |  |
| 11.   | «Weekend Warrior»           | Gers / Harris      | 5:40     |  |
| 12.   | «Fear of the Dark»          | Harris             | 7:18     |  |
| 58:31 |                             |                    |          |  |

## Integrantes
- Steve Harris - bajista
- Bruce Dickinson - vocalista
- Dave Murray - Guitarrista
- Janick Gers - Guitarrista
- Nicko McBrain - Baterista